# William Lyons
Sir William Lyons (Blackpool, 4 settembre 1902 – Leamington Spa, 8 febbraio 1985) è stato un imprenditore e designer britannico, fondatore della casa automobilistica Jaguar, nonché designer di diversi modelli di vetture.

## Biografia
William Lyons nacque da William Lyons Sr. e da Minnie Barcroft. Il padre era titolare di un negozio di strumenti musicali, ma il giovane William decise di non seguire le sue orme, bensì di darsi all'ingegneria.
Dopo aver studiato a Manchester, fece apprendistato presso la Crossley Motors, una industria britannica attiva fino alla vigilia della seconda guerra mondiale.
Nel 1919 William Lyons lasciò la Crossley per lavorare presso un rivenditore Sunbeam nella nativa città di Blackpool.

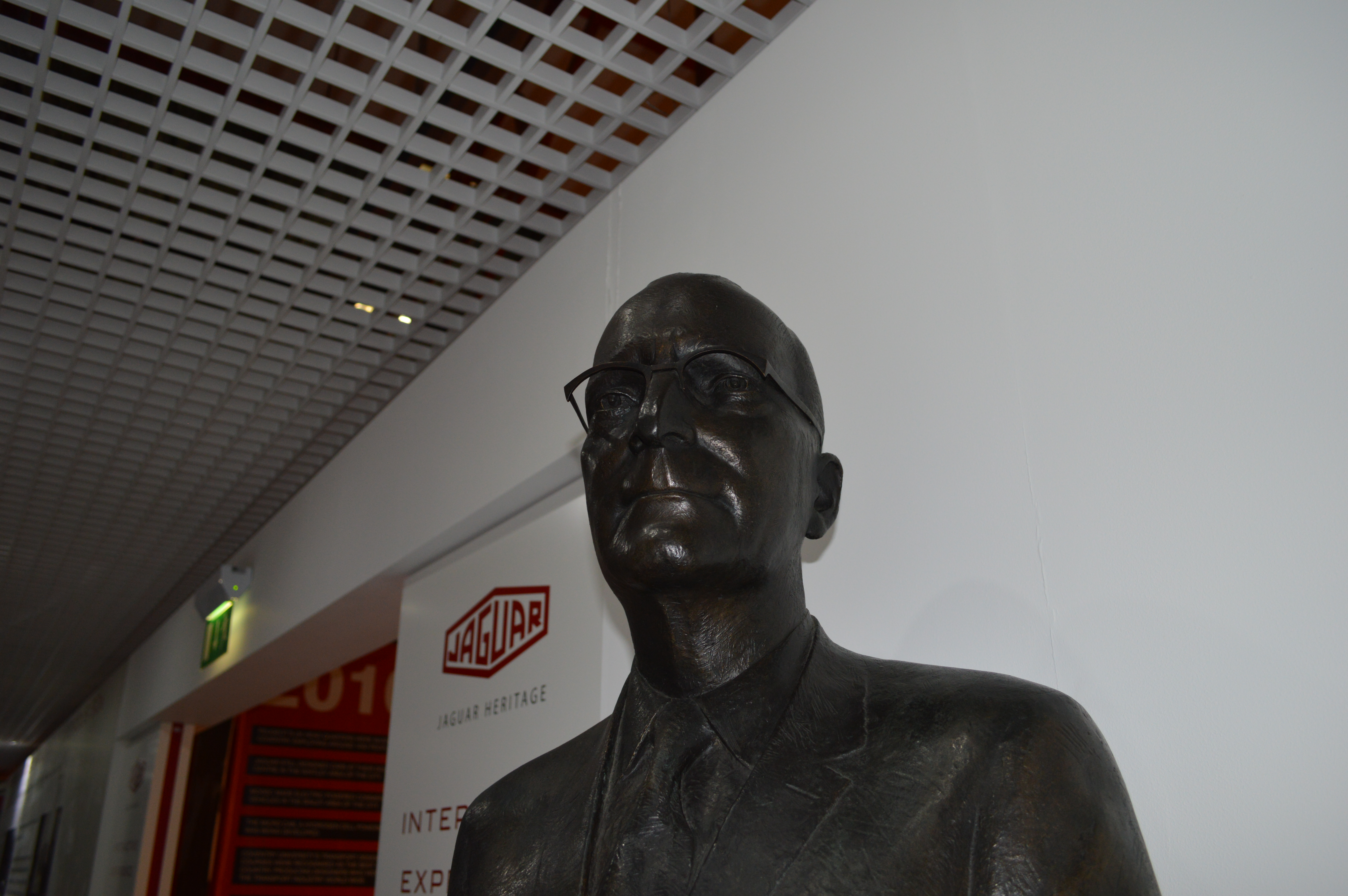
Busto di Lyons al Coventry Transport Museum

Nel 1921 accadde un fatto che influenzò il futuro del giovane William: nei pressi dell'abitazione dei Lyons si trasferì un giovane pilota motociclistico di nome William Walmsley, con alle spalle anche una significativa esperienza nel settore della costruzione artigianale di sidecar. Per il giovane William Lyons non ci volle molto a stringere amicizia con il nuovo arrivato.
Il 4 settembre 1922 i due fondarono la Swallow Sidecar Company. All'inizio, oltre ai due titolari, vi lavoravano anche otto operai. Ben presto, al gruppo si aggiunse anche Arthur Whittaker, che offrì la sua collaborazione nel settore commerciale e che sarebbe rimasto al fianco di William Lyons per i successivi cinquant'anni.
Nel 1924 William Lyons sposò Greta Brown, dalla quale ebbe tre figli, un maschio e due femmine. L'attività di costruttori di sidecars risultò redditizia, a tal punto che già nel 1926 si rese necessario un trasloco in una sede più ampia.
Durante la seconda metà degli anni venti la produzione arrivò man mano ad includere anche il settore automobilistico. In particolare l'azienda si specializzò in versioni ricarrozzate della Austin Seven. Nello stesso periodo l'azienda cambiò ragione sociale aggiungendo la denominazione Coachbuilding (che in inglese significa carrozzeria).
Anche nella nuova configurazione, l'azienda funzionava assai bene: merito della valenza imprenditoriale di William Lyons, nonché del suo talento nel disegnare carrozzerie esteticamente valide e piacenti, che riuscivano così a riscuotere notevoli consensi.
Nel 1928 avvenne un nuovo trasferimento, questa volta nella storica sede di Coventry, per un ulteriore ingrandimento.
Intorno al 1930 avvenne il definitivo passaggio dalla produzione motociclistica a quella automobilistica. Nel 1934 William Lyons rimase solo al comando dell'azienda, poiché William Walmsley diede le dimissioni. Da quel momento la ragione sociale mutò in SS Cars Ltd. In realtà la sigla SS era già apparsa nel 1931 con la presentazione della SS1, vettura di lusso antenata di quelle vetture che nell'immediato dopoguerra sarebbero state le prime Jaguar della storia.
Gli anni precedenti lo scoppio della Seconda guerra mondiale videro Lyons dedicarsi all'ampliamento della gamma SS. Nacque così la serie SS Jaguar: fu la prima volta che Lyons utilizzò il nome Jaguar per la sua produzione automobilistica, ma ancora non era un marchio vero e proprio.
Appena terminata la guerra William Lyons decise di utilizzare il nome Jaguar come marchio definitivo, poiché effettivamente non era molto brillante l'idea di utilizzare ancora il marchio SS all'indomani del secondo conflitto mondiale e della tragedia dell'olocausto. Da lì avrebbe preso il via la leggendaria storia della Jaguar, che attraverso alti e bassi, successi e sconfitte, sarebbe giunta ai giorni nostri.

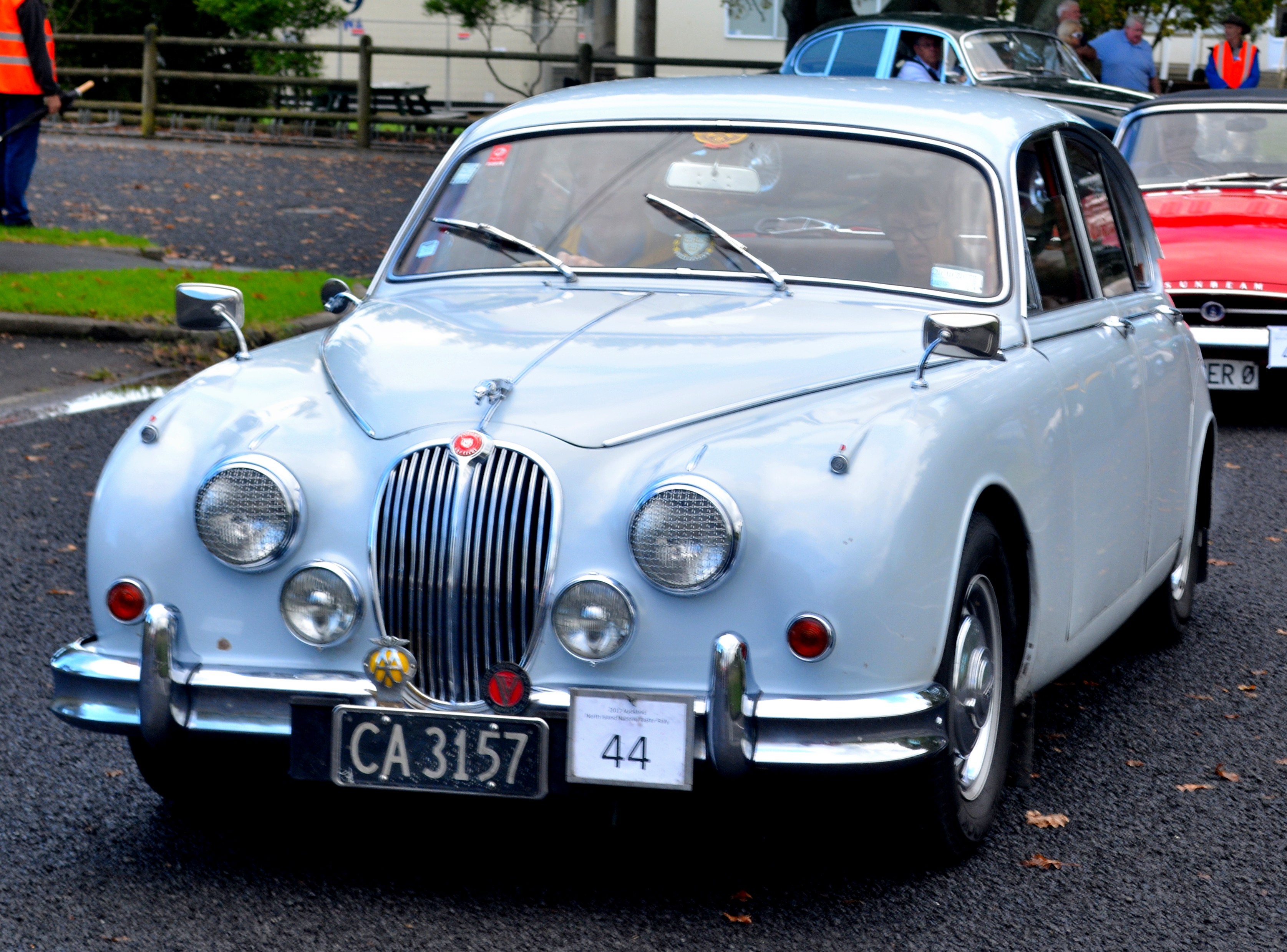
Jaguar MK II una delle auto più note disegnate da Lyons

Nel 1956 William Lyons è stato insignito dalla Corona inglese dell'onorificenza di Baronetto, ossia nominato Sir, per i suoi servizi resi all'industria britannica. Come ai tempi della Swallow Sidecar Company, anche in piena era Jaguar William Lyons si curò del disegno della carrozzeria di molti dei suoi gloriosi modelli.
Nel 1967 William Lyons lasciò il suo posto di direttore generale della casa automobilistica, ma rimase alla Jaguar come presidente onorario. Nello stesso anno collaborò alla realizzazione della Jaguar Pirana uno dei suoi ultimi progetti. Nel 1972 William Lyons lasciò definitivamente ogni incarico aziendale, mandenendo però un ruolo consultivo di primaria importanza in Jaguar fino alla sua morte, e si ritirò in pensione nella sua fattoria di Wappenbury.
Morì l'8 febbraio 1985, un anno prima di sua moglie.